# ダリア・ビロディド
ダリヤ・ヘンナディイヴナ・ビロディト（ウクライナ語: Дар'я Геннадіївна Білодід, 英語: Daria Hennadiyivna Bilodid, 2000年10月10日 - ）は、ウクライナのキーウ出身の柔道家。階級は57 キログラム (kg) 級、身長172センチメートル (cm)、得意技は内股、大内刈、三角からの崩上四方固。

## 経歴
父親は2005年の世界柔道選手権大会73 kg級で3位となったゲンナジー・ビロディドで、両親がコーチを務める。大会でコーチに母親のスビトラーナ・クズネツォワが付く。母親はあらゆる点で多大な影響を娘に与えている。当初、父親は娘に柔道をやらせたいとは思っていなかった。両親とも娘を新体操の選手にさせたいと思っていたこともあって、オクサナ・グツァイトの下で新体操を習っていたが、グツァイトはテレビジャーナリストに本格的に転身した。両親が稽古を積む柔道場に顔を見せると、興味を示して6歳で柔道を始めた。子供の頃は男子とも喧嘩するなどして怖れられた。8歳の時からはヨーロッパ各地の国際大会にも出場して活躍した。
2015年にはヨーロッパカデ44 kg級で優勝すると、17歳以下の世界一を決める大会である世界カデは、最も重要な一戦だった準々決勝で五十嵐莉子を指導2で破るなどして、2011年に70 kg超級で優勝した朝比奈沙羅に僅か3日及ばないだけの史上2番目の若さとなる14歳299日で当大会で優勝した。この時点において日本で2度ほど稽古を積んでいたので日本選手の特徴を把握していた。2016年には階級を48 kg級に上げると、ヨーロッパカデで2階級制覇、ヨーロッパジュニアでも優勝した。
将来スポーツジャーナリストを目指して、2017年にキエフ大学のジャーナリズム学部へ入学した。カームヤネツィ＝ポジーリシクィイ大学の体育・スポーツ学部にも所属している。3月のヨーロッパオープン・プラハは、初戦でブラジルの小山亜利沙を崩上四方固で破るなどして優勝した。4月のヨーロッパ選手権は、準決勝でロンドンオリンピック3位であるハンガリーのチェルノビツキ・エーヴァをGSに入ってから技ありで破ると、決勝でロシアのイリーナ・ドルゴワに指導2でリードされながらGSに入った直後に払巻込で技ありを取り、1991年に61 kg級で優勝したハンガリーのナジ・ジュジャの15歳197日に次ぐ史上2番目の若さとなる16歳192日で今大会の優勝した。7月のグランプリ・フフホトでは準々決勝でイタリアのフランセスカ・ミラーニにGSに入ってから反則負けを喫して3位だった。8月の世界選手権では3回戦でカザフスタンのオトゴンツェツェグ・ガルバドラフに送襟絞で敗れた。11月のグランプリ・ハーグでは決勝で世界選手権3位となったガルバドラフをGSに入ってから小内刈の技ありで破ってIJFワールド柔道ツアー初優勝した。この時点で普段の体重は50 kgあるかないか程度だった。2009年の60 kg級世界チャンピオンとなったゲオルグリー・ザンタラヤとも稽古している。
2018年1月のグランプリ・チュニスではオール一本勝ちで優勝した。2月のグランドスラム・パリでは2回戦でロンドンオリンピックで優勝したブラジルのサラ・メネゼスに反則勝ち、準決勝では世界チャンピオンの渡名喜風南を大内刈で破ると、決勝では韓国のカン・ユジョンに背負投で技ありを先取されるも、崩上四方固で逆転の一本勝ちを収めて優勝した。続くグランドスラム・デュッセルドルフでも決勝でチェルノビツキを内股で破って優勝した。6月のヨーロッパカップ・ツェリェでは準決勝で蓬田智佳を合技、決勝では坂口仁美を技ありでそれぞれ破って優勝した。7月のグランプリ・ザグレブでは準々決勝でガルバドラフを大外刈で破ると、準決勝では渡名喜に小内刈を仕掛けて両手で尻もちを付かせたため、新ルールの規定により技ありを取って勝ち上がった。決勝ではドルゴワに反則勝ちして優勝した。9月の世界選手権では準々決勝で昨年敗れたガルバドラフを合技で破ると、準決勝ではリオデジャネイロオリンピック金メダリストであるアルゼンチンのパウラ・パレトを大内刈の技ありで破った。決勝では渡名喜を大内刈で破って、田村亮子の18歳27日を超える史上最年少の17歳345日で世界チャンピオンに輝いた。ヨーロッパの選手がこの階級で優勝するのは1991年にフランスのセシル・ノバックが優勝して以来27年ぶりのこととなった。旧ソ連の女子選手で初めての世界チャンピオンとなった。優勝後のインタビューでは次のような青写真を示した。「私は、大体25歳まで（柔道を）続け、その後は、他のことをしたいです。私の人生は、柔道だけで終わりません。家族を持ちたいですし、専門を変えたいとも思っています」。10月の世界ジュニアでは2回戦で技ありでの勝利だった以外は全て一本勝ちして決勝まで進むと、57 kg級世界チャンピオンの芳田司の妹である芳田真を内股で破って優勝した。これにより、高藤直寿、近藤亜美、朝比奈沙羅に次いで世界カデ、世界ジュニア、シニア世界選手権の3カテゴリを制覇した。女子では2014年の近藤亜美以来2人目となる、同一年にジュニアとシニアの世界選手権を制した選手になった。国際大会は8連続優勝で35連勝した。12月には世界ランキング上位選手で争われるワールドマスターズに出場予定だったが、体調面を考慮して回避した。2018年の世界ランキングでは2位であるモンゴルのムンフバット・ウランツェツェグと僅か17ポイント差ながらも年間1位となった。
2019年3月のグランプリ・トビリシでは準決勝でチェルノビツキと対戦すると、大内刈で技ありを取るも袖釣込腰で技ありを取り返されるが、GSに入ってから反則勝ちを収めた。決勝ではフランスの伏兵選手であるメラニー・クレマンに大外落と隅落の合技で敗れて2位にとどまり、国際大会の連続優勝記録が8、連勝記録も38で止まった。6月のヨーロッパ競技大会では準々決勝で連勝記録を止められたクレマンに崩上四方固で雪辱すると、準決勝ではセルビアのミリカ・ニコリッチに技ありを先取されるも逆転勝ちした。決勝ではドルゴワを技ありで破って優勝を飾った。8月に東京で開催された世界選手権では準決勝で寝技師であるムンフバットを崩上四方固で破るなど全て一本勝ちして決勝まで進むと、前年に続いて渡名喜との対戦となったが、払腰の技ありで勝利して2連覇を達成した。この際に次のように語った。「オリンピックまではあと1年あります。日本は、既にオリンピックを開催する準備ができています。私は、それを今回実感しました。すばらしい大会運営でした。私は、東京オリンピックで優勝することを夢見ています」。ウクライナオリンピック委員会より奨学金が与えられていることにも感謝の意を示した。準々決勝でスペインのラウラ・マルチネス・アベレンダと対戦した際、寝技の攻防で相手の髪の毛を引っ張ると、さらに立ち技でも相手の髪の毛を掴みながら大外刈で投げたにもかかわらず、何の罰則も与えられることはなかった。これについてビロディドはヨーロッパ柔道連盟のフェイスブックにおいて、「試合に集中していたので気付かなかったけど、意図して掴んだわけでは決してないし、これは自分のスタイルでもない。この件ではラウラに謝りたい」とコメントした。さらにその後、自身のインスタグラムでも次のように述べた。「相手に敬意を払うことは、アスリートとして最も重要な資質のひとつです。世界選手権でのスペイン人選手との試合で、彼女の髪の毛を2度掴んでしまった。卑劣で、酷く見えたと思います（略）。私のキャリアを通じて、このようなことはなく、卑劣な試合を見せたこともありません。この出来事に関しては、何度か謝罪をしてはいますが、未だに恥ずかしく思います（略）。このようなことを決して起こしてはいけないと思います。勝敗やライバル関係、勝利への欲求に関わらず、私はすべての対戦相手に敬意を払います（略）。」。10月のグランドスラム・アブダビでは決勝でスロベニアのマルシャ・シュタンガルを崩上四方固で破って優勝した。
2020年2月のグランドスラム・パリでは準々決勝でカンに技ありを取られるが合技で破ると、準決勝で世界ジュニア2位である地元フランスのシリヌ・ブクリを8分以上の戦いの末に小外掛で破った。決勝ではコーチ席の母親が試合中に2度声をかけたことで規定により退席させられるも、世界ジュニアチャンピオンの古賀若菜を払巻込の技ありで破って優勝した。3月にはコロナウイルスの影響により東京オリンピックの開催が1年ほど延期されることになった事態に対して、「子供の頃から2020年の東京オリンピックを夢見ており、そのための準備をしてきたのに延期になってしまい非常に動揺しているけど、今は安全を確保するための裁定に従って健康を保つことが最も重要なことだと理解しています」とコメントした。10月のグランドスラム・ブダペストではコロナ禍の状況で減量をするのは体調面を考慮すれば得策でないと判断して52 kg級に出場するも、準々決勝でルーマニアのアンドレア・キトゥに技ありで敗れた。この際、試合中にキトゥの髪の毛を引っ張ったとして主審から注意を受けている。その後の敗者復活戦を勝ち上がって3位になった。IJFにより、2019年-2020年シーズンにおける最優秀女性柔道家に選出された。
2021年1月のワールドマスターズでは準々決勝でムンフバットに一本勝ちするも、準決勝で渡名喜に一本背負投の技ありで敗れた。これにより、5戦目の対戦で初めて渡名喜に敗れることになった。3位決定戦ではポルトガルのカタリナ・コスタを崩上四方固で破った。2月のグランドスラム・テルアビブでは決勝でブクリに足車で敗れて2位だった。4月のヨーロッパ選手権では準決勝でドルゴワに大内刈で一本勝ちした直後、関節を極めにかかってきたドルゴワに顔面パンチをくらわせたが、審判に咎められることはなかった。決勝のクラスニキ戦は準決勝で肘を負傷したために、大事を取って棄権して2位となった。7月に日本武道館で開催された東京オリンピックでは準決勝で渡名喜に横四方固で敗れて金メダルの夢を打ち砕かれたが、3位決定戦でイスラエルのシラ・リショニーを崩袈裟固で破って銅メダルを獲得した。これにより、父親が叶わなかったオリンピックでのメダル獲得を果たすこととなった。
2022年4月のヨーロッパ選手権には2階級上げて57㎏級で出場するも、2回戦でフランスのプリシラ・ネトに技ありで敗れた。6月のグランドスラム・トビリシでは2回戦で地元ジョージアのエテリ・リパルテリアニと13分35秒もの戦いの末に反則負けを喫した。10月の世界選手権では3回戦でフランスのサラ＝レオニー・シジクに反則勝ちするも、準々決勝でブラジルのラファエラ・シルバに技ありで敗れるなどして7位に終わった。続くグランドスラム・アブダビでは2回戦で中国のチ・カイに技ありで敗れた。
2023年2月のグランドスラム・パリでは準々決勝で元世界チャンピオンのカナダのジェシカ・クリムカイトと対戦すると、一旦は寝技で抑え込むもそれが太腿へ負荷をかける危険行為と見なされ反則負けを喫した。その後の3位決定戦ではポルトガルのテルマ・モンテイロを技ありで破って3位になった。続くグランドスラム・テルアビブでは初戦で元世界チャンピオンの芳田司に反則勝ちするなどして準決勝まで進むも、出口クリスタに技ありを取られた後に立ち姿勢から脇固めを仕掛けて反則負けを喫したため、3位決定戦には出場できず5位だった。3月のグランドスラム・アンタルヤでは準々決勝でシルバに立ち姿勢から脇固めを仕掛けたとみなされて反則負けし、敗者復活戦に出場できず7位だった。IJFは5月の世界選手権からロシア及びベラルーシの選手が中立の立場 (AIN) でワールド柔道ツアーに出場することを容認した。これに対して、ウクライナは世界選手権のボイコットを表明した。ウクライナの柔道連盟は、世界選手権に出場が認められたロシア選手の大半は現役の軍人だと主張している。東京オリンピック銅メダリストのニヤス・イリアソフ、タメルラン・バシャエフ、マディナ・タイマゾワを含む7名はCSKAに所属する軍関係者であると、ウクライナのマスコミが報じた。IOCはロシアの軍や治安機関に所属する選手の出場を認めていないが、IJFはこの点について触れていない。その後IJFは、ロシア選手団のうち8名が基準を満たしていなかったとして、大会参加を拒否した。世界選手権に出場予定だったビロディドは、ウクライナ人を日常的に殺戮しているテロリスト国家の軍人が国際大会に参加するのは許されないことだと語った。5月のグランプリ・リンツでは準決勝でオランダのプルーニ・コルネリセに隅落で敗れて3位だった。6月には滞在先のスペインからウクライナへ戻った。8月のワールドマスターズでは準々決勝でシジクに合技で敗れるも、その後の敗者復活戦を勝ち上がって3位になった。続くグランプリ・ザグレブでも準々決勝でスロベニアのカヤ・カイゼルに反則負けを喫するも、その後の敗者復活戦を勝ち上がって3位になった。
2024年2月のグランドスラム・バクーでは準々決勝で出口に反則負けするも、その後の敗者復活戦を勝ち上がって3位になった。4月のヨーロッパ選手権では決勝でカイゼルを破って優勝した。7月に迎えたパリオリンピックでは2回戦で舟久保遥香に反則負けを喫して、メダルを獲得することはできなかった。
2025年3月には前年9月からアンバサダーに就いていたウクライナの女子サッカーチーム「FCメタリスト1925」と選手契約を結んだ。
IJF世界ランキングは1912ポイント獲得で28位（2025年6月2日現在）。

## 人物
- その美貌やスラリとした体型を買われていくつかのモデルエージェンシーから誘いもあったが、柔道に専念するために断った[72][73]。
- 長い手足を活かした柔道を特徴にしていることから、別名アナコンダとも呼ばれている[74]。
- 好きな柔道家はロンドンオリンピック57 kg級で3位になったフランスのオトーヌ・パヴィアだと以前に語っていたが、その後リオデジャネイロオリンピックの52 kg級で優勝したコソボのマイリンダ・ケルメンディの名に言及するようになった。一方で、一番強いと考えている谷亮子に子供の頃から憧れており、谷を越えるのが目標だとも語っている[9][10][75][76][77]。
- 常に一番でありたい、一番以外はビリと同じだと考えている[8]。
- 柔道の方がサンボよりずっとレベルが高くて世界に普及している競技なので、サンボには興味がないとも語っている[8]。
- 2018年9月の世界選手権で史上最年少優勝を果たした際に、リオデジャネイロオリンピック66 kg級で優勝したイタリアのファビオ・バシレと知り合いになり、付き合い始めることになった[78]。
- 2018年10月には日本のマネジメント会社である株式会社IDOとアジア圏におけるマネジメント契約を結んだ。これにより、稽古などで訪日機会が増える[5]。ライバルに研究されるのは覚悟の上で、ヨーロッパとは異なるタイプの選手と稽古を積んで自分の柔道のレベルを上げていきたいと語った[75]。
- 2019年3月に在ウクライナ日本国大使館は、日本の魅力をウクライナにおいて発信してもらう観光親善大使としてビロディドを任命した。この際にビロディドは、「観光親善大使になったことは大変名誉なことでうれしい。日本人のやさしい人柄や日本の文化が大好きです」と語った[79]。
- 2019年4月25日、ウクライナでの三菱自動車販売をする三菱自動車60％出資の現地輸入販売会社エムエムシーウクライナ社（MMC Ukuraina LLC ：MMCU）が、ブランドアンバサダー（大使）の就任を発表。 ウクライナ国内での三菱自動車のキャンペーンやプロモーション活動をする内容[80]。
- 2020年1月にはエステティックTBCとパートナーシップ契約を結んだ[81]。
- 2020年3月に自身を題材にしたドキュメンタリー映画「アナコンダ」が上映された[82]。
- 勝った試合で着用していた柔道衣とTシャツは、次の試合でも必ず着用することにしている[83]。
- 以前は2 kgほどの減量で済んだが、2020年現在は毎回試合前に3 kgほど減量するため、力の源泉になる好物のチョコレートも食べ過ぎないように配慮している[83]。
- インスタグラムへの投稿が趣味で、柔道と実生活を織り交ぜた美しい写真となるように心がけている[83]。
- 2022年2月にロシアがウクライナに軍事侵攻した際、ビロディドは次のように訴えた。「戦争が始まった。最近までこんなことが起こるなんて思わなかった。なぜ人々の人生を壊すの？　やめて！　私たちは平和を望んでいるし、生きたい！」[84]。さらに、ロシアのスポーツ選手に対して、この侵攻に対して抗議するように呼び掛けた[85]。3月には自身のツイッターで日本の支持者に向けて、ウクライナへの寄付を呼び掛けた[86]。スペインのバレンシアに避難した[87]。
- 上記のパリオリンピックで舟久保遥香に2度の延長戦の末に敗退した際、既にコーチ陣が退席処分を受けていた為、号泣しながら一人で引き上げるというハプニングに見舞われた[88]。

## 主な戦績
44 kg級での戦績
- 2014年 - ポーランドカデ国際　2位
- 2015年 - ヨーロッパカップ・ザグレブ　カデの部　優勝
- 2015年 - ヨーロッパカップ・テプリツェ　カデの部　優勝
- 2015年 - ヨーロッパカップ・クルジュ＝ナポカ　カデの部　優勝
- 2015年 - ヨーロッパカデ　優勝
- 2015年 - 世界カデ　優勝

48 kg級での戦績
- 2016年 - ヨーロッパカップ・ザグレブ　カデの部　優勝
- 2016年 - ヨーロッパカップ・テプリツェ　カデの部　優勝
- 2016年 - ヨーロッパカップ・カウナス　ジュニアの部　2位
- 2016年 - ヨーロッパカデ選手権　優勝
- 2016年 - ヨーロッパカップ・パクシュ　ジュニアの部　2位
- 2016年 - ヨーロッパジュニア　優勝
- 2017年 - ヨーロッパオープン・プラハ　優勝
- 2017年 - ヨーロッパ選手権　優勝
- 2017年 - グランプリ・フフホト　3位
- 2017年 - グランプリ・ハーグ　優勝
- 2018年 - グランプリ・チュニス　優勝
- 2018年 - グランドスラム・パリ　優勝
- 2018年 - グランドスラム・デュッセルドルフ　優勝
- 2018年 - ヨーロッパカップ・ツェリェ　優勝
- 2018年 - グランプリ・ザグレブ　優勝
- 2018年 - 世界選手権　優勝
- 2018年 - 世界ジュニア　優勝
- 2019年 - グランプリ・トビリシ　2位
- 2019年 - ヨーロッパ競技大会　優勝
- 2019年 - 世界選手権　優勝
- 2019年 - グランドスラム・アブダビ　優勝
- 2020年 - グランドスラム・パリ　優勝
- 2020年 - グランドスラム・ブダペスト　3位（52 kg級）
- 2021年 - ワールドマスターズ　3位
- 2021年 - グランドスラム・テルアビブ　2位
- 2021年 - ヨーロッパ選手権　2位
- 2021年 - 東京オリンピック　3位

57㎏級での戦績
- 2022年 - ヨーロッパカップ・リガ　優勝
- 2022年 -　世界選手権 7位
- 2023年 -　グランドスラム・パリ　3位
- 2023年 -　グランドスラム・テルアビブ　5位
- 2023年 -　グランドスラム・アンタルヤ　7位
- 2023年 -　グランプリ・リンツ　3位
- 2023年 -　ワールドマスターズ　3位
- 2023年 -　グランプリ・ザグレブ　3位
- 2024年 -　グランドスラム・バクー　3位
- 2024年 -　ヨーロッパ選手権 優勝

（出典、、JudoInside.com）

## 国際大会の連勝記録
2017年11月のグランプリ・ハーグ2回戦から2019年3月のグランプリ・トビリシ準決勝まで38連勝を記録した。
| 連勝数                                                    | ラウンド                                 | 対戦相手                                 | 内容                                     |                                          |                                          |                                          |
| グランプリ・ハーグ (2017年11月17日) 優勝                  | グランプリ・ハーグ (2017年11月17日) 優勝 | グランプリ・ハーグ (2017年11月17日) 優勝 | グランプリ・ハーグ (2017年11月17日) 優勝 | グランプリ・ハーグ (2017年11月17日) 優勝 | グランプリ・ハーグ (2017年11月17日) 優勝 | グランプリ・ハーグ (2017年11月17日) 優勝 |
| --------------------------------------------------------- | ---------------------------------------- | ---------------------------------------- | ---------------------------------------- | ---------------------------------------- | ---------------------------------------- | ---------------------------------------- |
| 1                                                         | 2回戦                                    | アガザデ(ロシア)                         | 一本勝ち(崩上四方固)                     |                                          |                                          |                                          |
| 2                                                         | 準々決勝                                 | メンツ(ドイツ)                           | 優勢勝ち(技あり)                         |                                          |                                          |                                          |
| 3                                                         | 準決勝                                   | セザール(ギニアビサウ)                   | 反則勝ち                                 |                                          |                                          |                                          |
| 4                                                         | 決勝                                     | ガルバドラフ(カザフスタン)               | 優勢勝ち(技あり)                         |                                          |                                          |                                          |
| グランプリ・チュニス (2018年1月19日) 優勝                 |                                          |                                          |                                          |                                          |                                          |                                          |
| 5                                                         | 2回戦                                    | アガザデ(ロシア)                         | 反則勝ち                                 |                                          |                                          |                                          |
| 6                                                         | 準々決勝                                 | ヘルシェス(オランダ)                     | 一本勝ち(崩上四方固)                     |                                          |                                          |                                          |
| 7                                                         | 準決勝                                   | チェルニアク(ウクライナ)                 | 一本勝ち(崩上四方固)                     |                                          |                                          |                                          |
| 8                                                         | 決勝                                     | ポップ(ルーマニア)                       | 一本勝ち(崩上四方固)                     |                                          |                                          |                                          |
| グランドスラム・パリ2018 (2018年2月10日) 優勝             |                                          |                                          |                                          |                                          |                                          |                                          |
| 9                                                         | 2回戦                                    | メネゼス(ブラジル)                       | 反則勝ち                                 |                                          |                                          |                                          |
| 10                                                        | 準々決勝                                 | リショニ(イスラエル)                     | 反則勝ち                                 |                                          |                                          |                                          |
| 11                                                        | 準決勝                                   | 渡名喜(日本)                             | 一本勝ち(大内刈)                         |                                          |                                          |                                          |
| 12                                                        | 決勝                                     | カン(韓国)                               | 一本勝ち(崩上四方固)                     |                                          |                                          |                                          |
| グランドスラム・デュッセルドルフ2018 (2018年2月23日) 優勝 |                                          |                                          |                                          |                                          |                                          |                                          |
| 13                                                        | 2回戦                                    | ガルシアメサ(スペイン)                   | 一本勝ち(送襟絞)                         |                                          |                                          |                                          |
| 14                                                        | 準々決勝                                 | ポップ(ルーマニア)                       | 優勢勝ち(技あり)                         |                                          |                                          |                                          |
| 15                                                        | 準決勝                                   | エルデネツォグト(モンゴル)               | 一本勝ち(内股)                           |                                          |                                          |                                          |
| 16                                                        | 決勝                                     | チェルノビツキ(ハンガリー)               | 一本勝ち(内股)                           |                                          |                                          |                                          |
| ヨーロッパカップ・ツェリェ (2018年6月23日) 優勝           |                                          |                                          |                                          |                                          |                                          |                                          |
| 17                                                        | 2回戦                                    | ウルリヒ(ドイツ)                         | 一本勝ち(技名不詳)                       |                                          |                                          |                                          |
| 18                                                        | 準々決勝                                 | ピチカレワ(ロシア)                       | 一本勝ち(技名不詳)                       |                                          |                                          |                                          |
| 19                                                        | 準決勝                                   | 蓬田(日本)                               | 一本勝ち(合技)                           |                                          |                                          |                                          |
| 20                                                        | 決勝                                     | 坂口(日本)                               | 優勢勝ち(技あり)                         |                                          |                                          |                                          |
| グランプリ・ザグレブ (2018年7月27日) 優勝                 |                                          |                                          |                                          |                                          |                                          |                                          |
| 21                                                        | 1回戦                                    | ハイン(オーストラリア)                   | 一本勝ち(崩上四方固)                     |                                          |                                          |                                          |
| 22                                                        | 2回戦                                    | クラスニキ(コソボ)                       | 一本勝ち(大内刈)                         |                                          |                                          |                                          |
| 23                                                        | 準々決勝                                 | ガルバドラフ(カザフスタン)               | 一本勝ち(大外刈)                         |                                          |                                          |                                          |
| 24                                                        | 準決勝                                   | 渡名喜(日本)                             | 優勢勝ち(技あり)                         |                                          |                                          |                                          |
| 25                                                        | 決勝                                     | ドルゴワ(ロシア)                         | 反則勝ち                                 |                                          |                                          |                                          |
| 2018年世界柔道選手権大会 (2018年9月20日) 優勝             |                                          |                                          |                                          |                                          |                                          |                                          |
| 26                                                        | 1回戦                                    | クラスニキ(コソボ)                       | 優勢勝ち(技あり)                         |                                          |                                          |                                          |
| 27                                                        | 2回戦                                    | シオン(中国)                             | 一本勝ち(大内刈)                         |                                          |                                          |                                          |
| 28                                                        | 準々決勝                                 | ガルバドラフ(カザフスタン)               | 一本勝ち(合技)                           |                                          |                                          |                                          |
| 29                                                        | 準決勝                                   | パレト(アルゼンチン)                     | 優勢勝ち(技あり)                         |                                          |                                          |                                          |
| 30                                                        | 決勝                                     | 渡名喜(日本)                             | 一本勝ち(大内刈)                         |                                          |                                          |                                          |
| 2018年世界ジュニア柔道選手権大会 (2018年10月17日) 優勝    |                                          |                                          |                                          |                                          |                                          |                                          |
| 31                                                        | 1回戦                                    | レストレポ(コロンビア)                   | 一本勝ち(崩上四方固)                     |                                          |                                          |                                          |
| 32                                                        | 2回戦                                    | ナウアトベク(カザフスタン)               | 優勢勝ち(技あり)                         |                                          |                                          |                                          |
| 33                                                        | 準々決勝                                 | ティンバエワ(カザフスタン)               | 一本勝ち(合技)                           |                                          |                                          |                                          |
| 34                                                        | 準決勝                                   | ラプエルタコマス(スペイン)               | 一本勝ち(大内刈)                         |                                          |                                          |                                          |
| 35                                                        | 決勝                                     | 芳田(日本)                               | 一本勝ち(内股)                           |                                          |                                          |                                          |
| グランプリ・トビリシ (2019年3月29日) 2位                  |                                          |                                          |                                          |                                          |                                          |                                          |
| 36                                                        | 2回戦                                    | キプシゼ(ジョージア)                     | 一本勝ち(内股)                           |                                          |                                          |                                          |
| 37                                                        | 準々決勝                                 | ポン(フランス)                           | 一本勝ち(崩上四方固)                     |                                          |                                          |                                          |
| 38                                                        | 準決勝                                   | チェルノビツキ(ハンガリー)               | 反則勝ち                                 |                                          |                                          |                                          |

（出典、、JudoInside.com）

## 出演動画番組
- Coffee with Céline Episode 3 - YouTube（Judoチャンネル）2020年3月17日[89][90]